# No wave
No wave was een kortstondige maar zeer invloedrijke variant van artpunk in de late jaren 1970 en vroege jaren 1980. De belangrijkste nowave-artiesten kwamen uit de Lower East Side in New York. De term no wave heeft twee betekenissen: enerzijds verwijst het naar de experimentaliteit van het genre (no wave behoorde tot geen enkele andere stijl), anderzijds is het een woordspelletje waarmee de commercialiteit van het populaire new-wavegenre werd verworpen.

## Muziek
Zoals zoveel muziekgenres is no wave moeilijk definieerbaar, al zijn er een aantal elementen die terugkeren bij alle no wave bands: improvisatie, snedig, atonaal gitaarwerk en een nadruk op repetitieve ritmes en textuur, eerder dan op een conventionele melodie. De teksten zijn vaak nihilistisch en gesloten. Invloeden konden van band tot band verschillen. James Chance bijvoorbeeld haalde de mosterd duidelijk bij de funk en de jazz, terwijl anderen aanleunden bij punk en blues. Groepen als Mars en Swans experimenteerden dan weer met luide drone-muziek.

## Performancekunst
No wave kwam deels ook voort uit de performancekunst van de jaren 70 - veel nowavegroepen speelden zelfs vaak in New Yorkse kunstgalerieën. De groep DNA bijvoorbeeld bestond uit drie niet-muzikanten die door hun naïviteit en onkunde unieke geluiden uit hun instrumenten haalden.

## No New York
De ideale inleiding tot het genre is de door Brian Eno geproduceerde plaat No New York waarop liedjes staan van Mars, Teenage Jesus and the Jerks, DNA en James Chance. Aanvankelijk was het uitgangspunt om een verzamelplaat te maken met meerdere bands, maar op het laatste moment werd alsnog besloten om alleen bands te kiezen die in de Lower East Side woonden.
Met name Glenn Branca en Rhys Chatham werden vreemd genoeg genegeerd voor deze uitgave, maar gaven kort daarop zelf platen uit waarvan 10.000-en exemplaren verkocht werden. The Ascension van Glenn Branca is zijn eerste solo-plaat waarbij hij gebruikmaakt van een orkest van 6 gitaristen, waaronder Lee Ranaldo van Sonic Youth. Dit instrumentale album is in al zijn kenmerken een voorloper van het latere post-rockgenre. Tevens is de klankkleur van Sonic Youths omgestemde gitaren herkenbaar in dit werk.

## Invloed
De no wave inspireerde tal van latere artiesten, zoals Sonic Youth, The Birthday Party (met Nick Cave), Liars, Blonde Redhead en Erase Errata.
In 2004 werd er een compilatiealbum uitgegeven met de naam Yes New York waarop songs staan van moderne New Yorkse bands als eerbetoon aan de nowavestroming. Bijdragen van The Strokes en de Yeah Yeah Yeahs.
Tevens werden 25 jaar na dato veel lang uitverkochte nowave-lp's alsnog heruitgebracht op cd.
In navolging van de experimentele instrumentenbouw van Glenn Branca richten een aantal moderne noisemuzikanten, zoals de band Neptune uit Boston, zich op het vervaardigen van zogenaamde 3rd bridge-gitaren.

## Lijst van nowave-artiesten
- Glenn Branca
- The Static
- DNA
- James Chance & The Contortions
- Lydia Lunch
- Mars
- Teenage Jesus & the Jerks
- 8-Eyed Spy
- Bush Tetras
- Come On
- Dark Day
- Friction
- Futants
- Judy Nylon
- Lushus
- Marc Ribot
- Mars
- Model Citizens
- Raybeats
- Red Transistor
- Rhys Chatham
- Sharon Cheslow
- Sick Dick and the Volkswagens
- Sonic Youth
- Suicide
- Swans
- Theoretical Girls
- Ut
- Von Lmo

## Compilaties
- No New York1978, re-release February 20, 2006, Lilith, B000B63ISE
- New York Noise, Soul Jazz, July 1, 2003, B00009OYSE
- New York Noise, Vol. 2, Soul Jazz, February 14, 2006, B000CHYHOG
- New York Noise, Vol. 3, Soul Jazz, October 24, 2006, B000HEZ5CC
- N.Y. No Wave, Ze Records France, July 7, 2003, B00009OKOP

## Documentaire
- Kill Your Idols